# Jasenie
Jasenie – wieś na Słowacji, w kraju bańskobystrzyckim, w powiecie Brezno.

## Położenie
Wieś położona jest w tzw. Dolinie Górnego Hronu, po prawej (orograficznie) stronie doliny rzeki Hron, u południowych podnóży Niżnych Tatr. Jej zabudowania leżą w dolinie Jasenianskiego potoku. Zwarta zabudowa rozpoczyna się nieco poniżej zbiegu dolin Jasenianskiej i Lomnistej i kończy około 2 km niżej, przy granicy z wsią Predajná. Kataster wsi sięga aż po główny grzbiet Niżnych Tatr w rejonie Veľkej hoľi, Latiborskiej hoľi i Ďurkovej i obejmuje obydwa zbocza długiej Doliny Jaseniańskiej.

## Historia
Po raz pierwszy wzmiankowana w 1424 roku jako osada górnicza. Należała do feudalnego „państwa” z siedzibą na zamku w Lupczy. Do XVI wieku na jej terenie wydobywano złoto i srebro. W okresie od XVII do XIX wieku działała tu prymitywna huta żelaza, a do 1904 roku funkcjonowała huta szkła. W latach po II wojnie światowej w dolinach ponad wsią poszukiwano rud metali oraz prowadzono próby wydobycia antymonitu.

## Demografia
Według danych z dnia 31 grudnia 2012 roku, wieś zamieszkiwało 1188 osób, w tym 598 kobiet i 590 mężczyzn.
W 2001 roku pod względem narodowości i przynależności etnicznej 99,64% mieszkańców stanowili Słowacy, a 0,27% Czesi.
Ze względu na wyznawaną religię struktura mieszkańców kształtowała się w 2001 roku następująco:
- Katolicy rzymscy – 88,08%
- Ewangelicy – 1,88%
- Ateiści – 8,69%
- Nie podano – 1,34%

## Wodna elektrownia Jasenie
W latach 1921–1925 u zbiegu Jasenianský’ego potoku i Lomnistéj na potrzeby huty w Podbrezovej wybudowano elektrownię wodną, zasilaną wodami obu tych potoków. Ujęcia wody powstały przy jazach: Biele vody na Jasenianským potoku, Bauková u zbiegu potoków Bezmenného i Prostredného oraz Lomnistá na potoku Lomnistá. Od nich woda doprowadzana jest podziemnymi kanałami do zbiornika akumulacyjnego o pojemności około 9000 m³ na tzw. Ryglu (słow. Rígeľ), skąd spada z wysokości 196 m rurociągiem o łącznej długości 850 m na dwie turbiny Peltona o łącznej mocy 2,3 MW.
Elektrownia ta posiada status zabytku techniki, lecz w dalszym ciągu pracuje. Rytm pracy elektrowni w decydującym stopniu zależy od wielkości i ilości opadów w dorzeczu Jasenianský’ego potoku. W przybliżeniu przez 4 miesiące w roku pracuje ona w trybie ciągłym, a w pozostałym okresie jako elektrownia szczytowa, uruchamiana jedynie w porach szczytowego zapotrzebowania na energię. W najbardziej suchych miesiącach uruchamiana jest raz na dobę. Zapas wody w górnym zbiorniku zapewnia wtedy pracę turbin przez co najmniej 1,5 godziny. Roczna produkcja elektrowni zamyka się w granicach około 12 milionów kWh.
W 1936 roku wybudowano około 125 m poniżej elektrowni zbiornik wyrównawczy w celu stabilizowania reżimu wodnego Jaseniańskiego Potoku. W 1998 roku na wypływie ze zbiornika wybudowano dodatkowo małą elektrownię wodną, wyposażoną w turbinę Kaplana o mocy 88 kW.